# ㄵ
ㄵ (reviderad romanisering: nieunjieut, hangul: 니은지읒) är en av elva konsonantkluster i det koreanska alfabetet. Den består av ㄴ och ㅈ.